# Municipio de Sergeant
El municipio de Sergeant  (en inglés: Sergeant Township) es un municipio ubicado en el condado de McKean en el estado estadounidense de Pensilvania. En el año 2000 tenía una población de 176 habitantes y una densidad poblacional de 0.8 personas por km².

## Geografía
El municipio de Sergeant se encuentra ubicado en las coordenadas 41°42′00″N 78°28′59″O / 41.70000, -78.48306.

## Demografía
Según la Oficina del Censo en 2000 los ingresos medios por hogar en la localidad eran de $33,438 y los ingresos medios por familia eran $37,813. Los hombres tenían unos ingresos medios de $33,000 frente a los $21,875 para las mujeres. La renta per cápita para la localidad era de $16,063. Alrededor del 9,8% de la población estaban por debajo del umbral de pobreza.